# Château Beregvar
Le château de Beregvar (Палац графів Шенборнів) est un palais ukrainien.

## Historique
Le palais a été construit au XIXe siècle par Erwin Friedrich von Shenborn-Buchheim de la famille Famille de Schönborn.

### En images

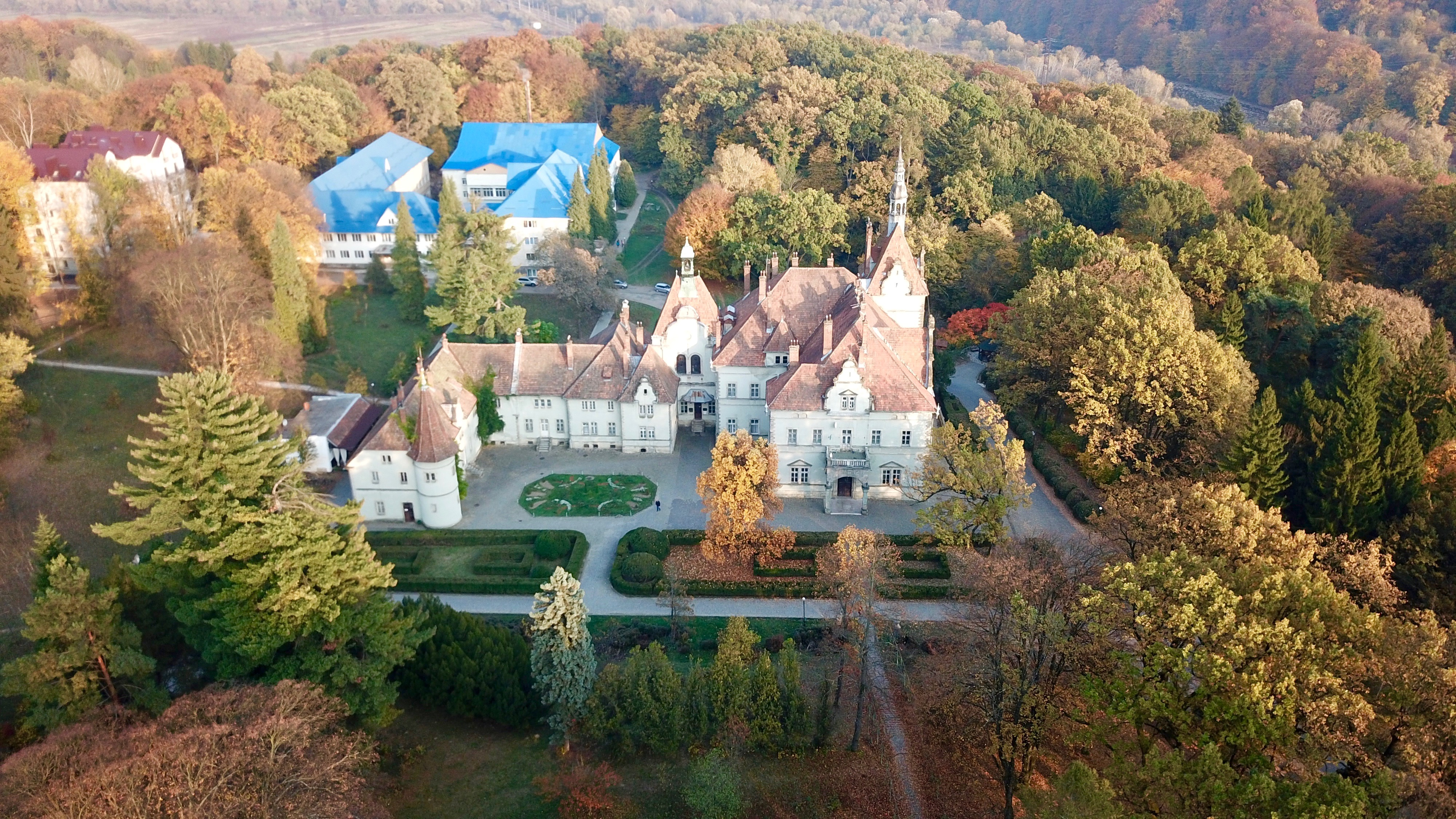
Vue de haut,
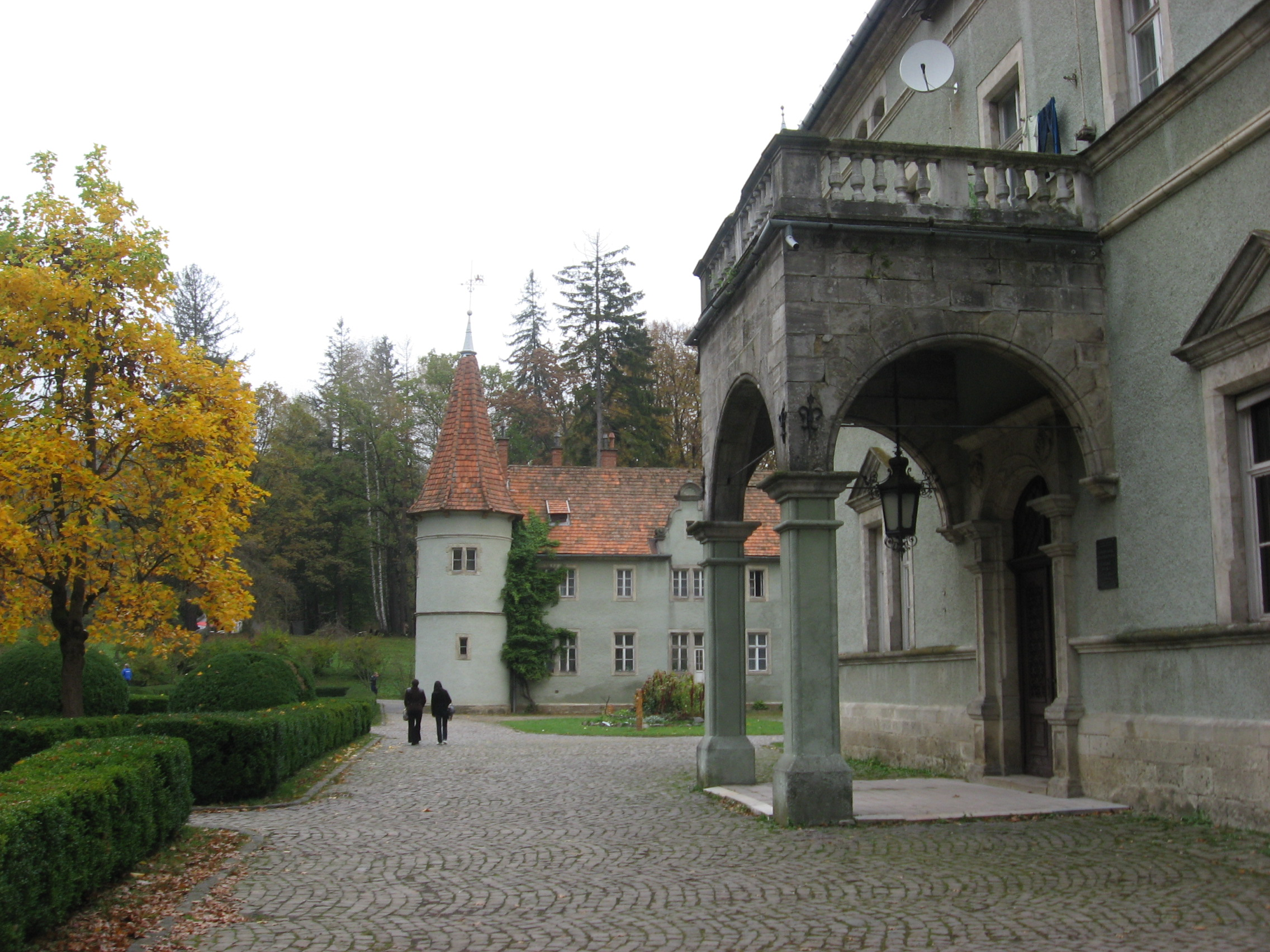
porche,
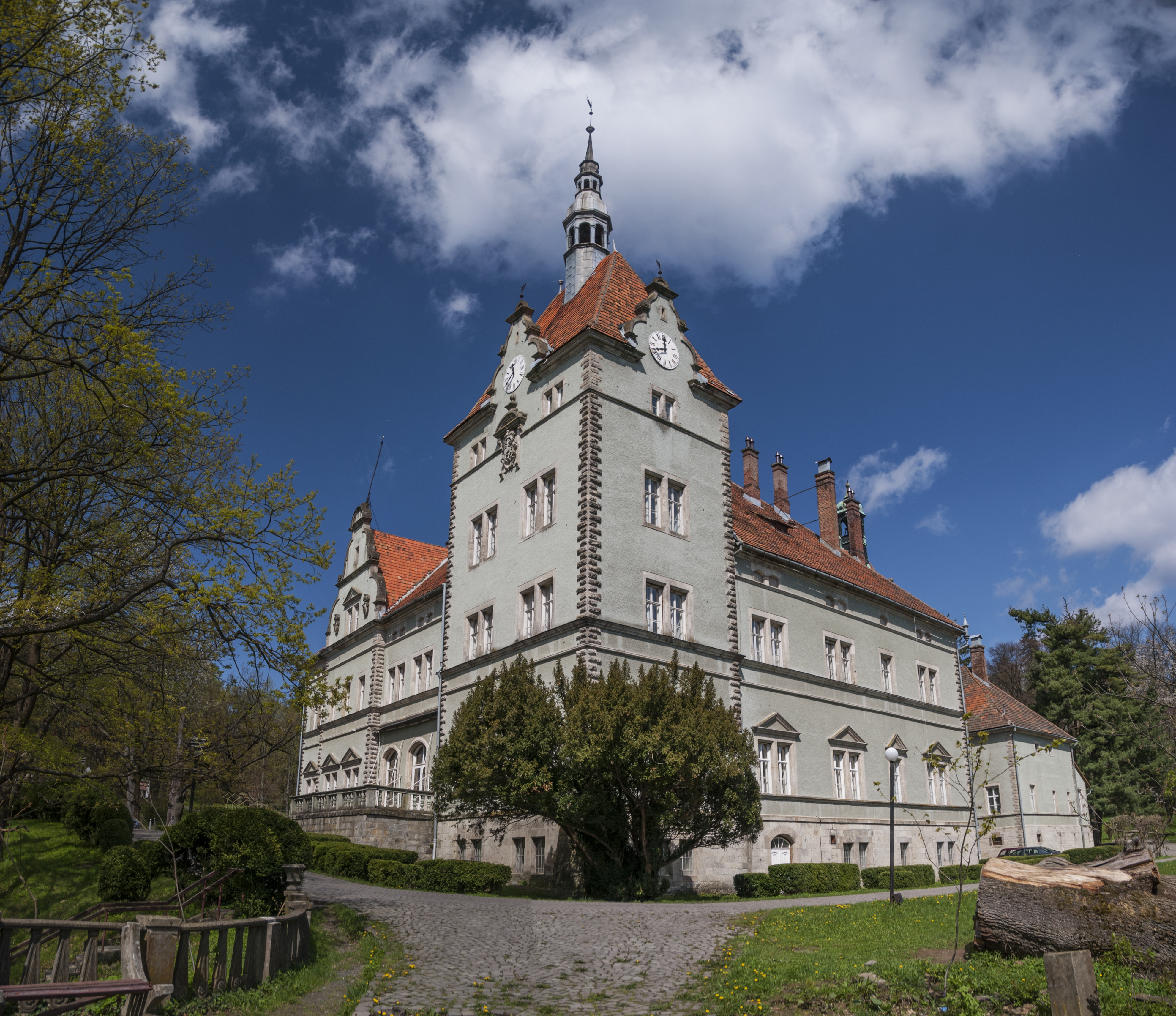
tour d'angle.
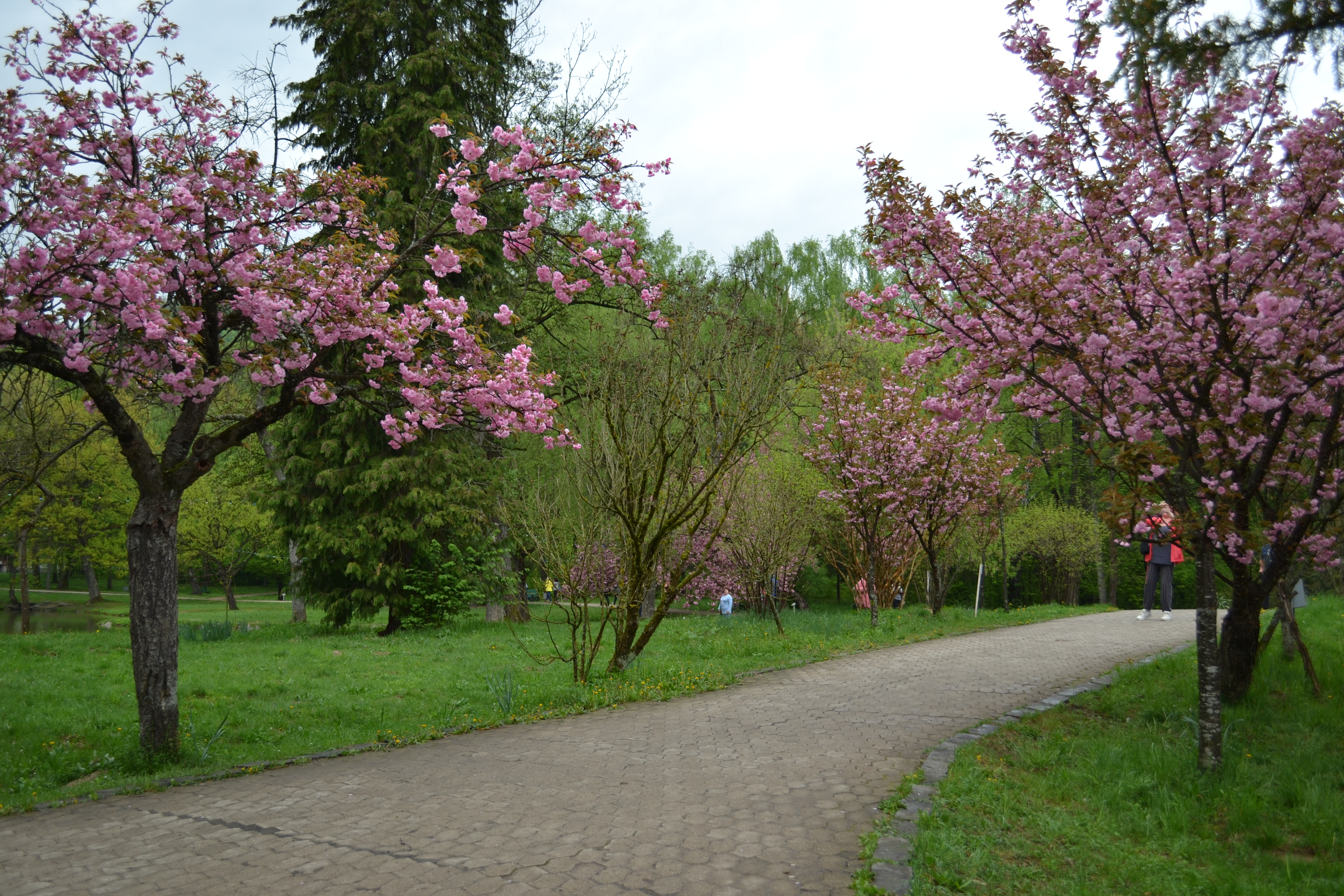
Parc
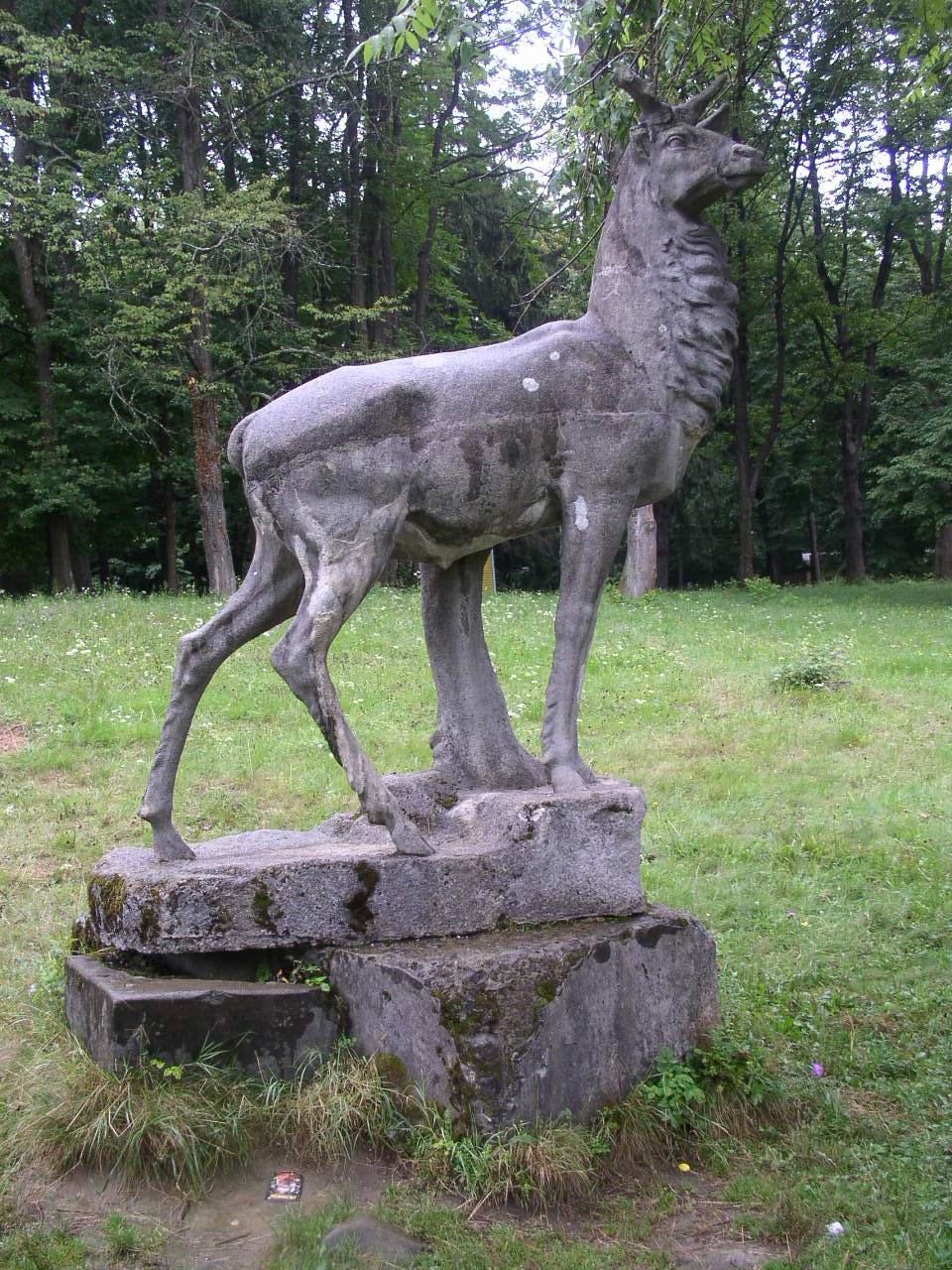
et statues.

## Châteaux proches
- Liste de châteaux ukrainiens.

## Compléments
- Château Beregvar sur Commons